# Porto Calvo
Porto Calvo is een gemeente in de Braziliaanse deelstaat Alagoas. De gemeente telt 26.044 inwoners (schatting 2009).
De gemeente grenst aan Japaratinga, Maragogi, Porto de Pedras, Jundiá, Jacuípe en Matriz de Camaragibe.

## Geboren
- Willian José (1991), voetballer